# Colombier-le-Jeune
Colombier-le-Jeune település Franciaországban, Ardèche megyében. Lakosainak száma 566 fő (2022. január 1.). Colombier-le-Jeune Boucieu-le-Roi, Gilhoc-sur-Ormèze, Plats, Saint-Barthélemy-le-Plain és Saint-Sylvestre községekkel határos.

## Népesség
A település népességének változása:
| Lakosok száma | 541  | 503  | 522  | 541  | 566  | 567  | 573  | 572  | 571  | 566  |
|               | 1968 | 1982 | 1990 | 2006 | 2013 | 2015 | 2017 | 2019 | 2020 | 2022 |